# دون غاردنر
دون غاردنر (بالإنجليزية: Don Gardner)‏ هو طبال أمريكي، ولد في 9 مايو 1931 في فيلادلفيا في الولايات المتحدة، وتوفي بنفس المكان في 4 سبتمبر 2018 بسبب سرطان.